# Comité regional de acción vitícola
El Comité régional d'action viticole (CRAV), es un grupo occitano radical de productores vinícolas. Se les atribuyen numerosos ataques incluidas las detonaciones de dinamita en tiendas de vinos, oficinas del ministerio de agricultura en dos ciudades, quema de coches, destrucción de vinos no franceses y multitud de pequeños incidentes.
Reivindican la imposición de tarifas a otros vinos europeos, principalmente de los dos países fronterizos de Occitania : España e Italia.
El 17 de mayo de 2007, el grupo mostró a los medios un vídeo en el que, encapuchados, prometían que correría la sangre si el presidente de Francia, Nicolas Sarkozy, no tomaba en cuenta sus reivindicaciones.
En 2024, una explosión de un edificio de la Dirección Regional del Medio Ambiente en Carcasona (Occitania) la noche del 18 al 19 de enero fue reivindicada por el Comité regional de acción vitícola.